# 中里村 (宮城県)
中里村（なかざとむら）は、宮城県志田郡、大崎平野の北部にあった村。1889年の町村制施行の際に古川町の一部となっており、近代の町村制下の村としては存在していない。

## 概要

### 地価
1874年（明治7年）時点では中里村字荒川囲145番（畑3畝26歩〈約340ｍ2〉）は5円26銭した。

## 沿革
1889年（明治22年）4月1日 - 町村制施行により、志田郡古川村・大柿村・稲葉村・中里村の4村が合併して志田郡古川町（現：大崎市）が発足。